# Medieval 2: Total War
Medieval 2: Total War ist der vierte Teil der Strategiespielserie Total War des britischen Spieleentwicklers Creative Assembly. Es erschien in Deutschland am 10. November 2006 für Windows. Am 14. Januar 2016 veröffentlichte das britische Studio Feral Interactive eine Portierung des Spiels für macOS und Linux. Wie bereits der zweite Teil der Serie, spielt auch dieser im europäischen Mittelalter und der frühen Neuzeit (von 1080 bis 1530). Die Schauplätze sind Europa, Nordafrika, der Nahe Osten und Teile Amerikas. Von 21 im Spiel vorhandenen Fraktionen sind 17 spielbar.

## Allgemeines
Das Spielprinzip der Vorgänger wurde beibehalten, allerdings sind viele Spieldetails überarbeitet und ergänzt worden und es stehen erweiterte Spieloptionen zur Verfügung. Sowohl die Grafik als auch die Animationen wurden verbessert. Der Diplomatiemodus, der im Vorgänger bereits ausgeweitet wurde, ist nun noch komplexer gestaltet.
Das Spiel war bei der Veröffentlichung fehlerhaft. Eine erste Aktualisierung behob kleinere Fehler (z. B. einen Bug, der eine fehlerhafte Darstellung der Karte zur Folge hatte). Eine zweite (über 600 MB große) Aktualisierung erschien am 3. Mai 2007.

## Szenario

### Normannischer Prolog
Die vorgelagerte Kurzkampagne dient als Tutorial und beginnt im Jahr 1066, als Wilhelm der Bastard England erobert.
Sie setzt sich aus zwei Teilen zusammen:
- Die Schlacht von Hastings, in der dem Spieler als Prince Rupert alle Grundlagen der Taktik-Karte vermittelt werden.
- Die anschließende Eroberung der sächsischen Ländereien, bei der alle Grundlagen der Strategie-Karte vermittelt werden.

Die Kampagne endet, sobald alle Gebiete der Sachsen erobert wurden.
Spielbare Fraktionen:
- Normannen – rot und gelb

Nicht spielbare Fraktionen:
- Schottland – dunkelblau und weiß
- Papststaaten – weiß und hellgelb
- Sachsen – schwarz und gelb

### Große Kampagne
Die große Kampagne beginnt 1080 und endet 1530.

## Fraktionen
| Fraktion                 | Farben               | Religion   | Anmerkung                                                |
| ------------------------ | -------------------- | ---------- | -------------------------------------------------------- |
| England                  | rot und gelb         | katholisch | von Beginn an spielbar                                   |
| Frankreich               | blau und weiß        | katholisch | von Beginn an spielbar                                   |
| Heiliges Römisches Reich | schwarz und gelb     | katholisch | von Beginn an spielbar                                   |
| Spanien                  | gelb und rot         | katholisch | von Beginn an spielbar                                   |
| Venedig                  | dunkelrot und gelb   | katholisch | von Beginn an spielbar                                   |
| Sizilien                 | hell- und dunkelgrau | katholisch | freischaltbar                                            |
| Mailand                  | grün und weiß        | katholisch | freischaltbar                                            |
| Schottland               | dunkelblau und weiß  | katholisch | freischaltbar                                            |
| Byzanz                   | violett und weiß     | orthodox   | freischaltbar                                            |
| Russland                 | dunkelblau und rot   | orthodox   | freischaltbar                                            |
| Mauren                   | orange und weiß      | muslimisch | freischaltbar                                            |
| Türken                   | grün und gelb        | muslimisch | freischaltbar                                            |
| Ägypten                  | gold und schwarz     | muslimisch | freischaltbar                                            |
| Dänemark                 | rot und weiß         | katholisch | freischaltbar                                            |
| Portugal                 | weiß und hellblau    | katholisch | freischaltbar                                            |
| Polen                    | weiß und rot         | katholisch | freischaltbar                                            |
| Ungarn                   | rot und grün         | katholisch | freischaltbar                                            |
| Papststaaten             | weiß und gold        | katholisch | nicht spielbar; Seite kann nicht vernichtet werden       |
| Azteken                  | hellblau und gelb    | heidnisch  | nicht spielbar; erscheinen mit der Entdeckung Amerikas   |
| Mongolen                 | beige und schwarz    | muslimisch | nicht spielbar; erscheinen zu einem bestimmten Zeitpunkt |
| Timuriden                | schwarz und rot      | muslimisch | nicht spielbar; erscheinen zu einem bestimmten Zeitpunkt |

Die freischaltbaren Fraktionen werden nach dem Abschluss der kleinen Kampagne mit einer der fünf spielbaren Fraktionen freigeschaltet.

## Spielprinzip
Der Hauptteil des Spiel ist der aus anderen Globalstrategiespielen bekannte Endlosmodus, hier „Kampagne“ benannt. Bei dieser Kampagne werden der Strategie- und der Taktikpart des Spiels so kombiniert, dass die vom Spieler erzielten Ergebnisse in einem Teil die Situation im jeweils anderen beeinflussen. Ziel ist es dabei, die dem Spieler gehörende Fraktion unter den gegebenen Ausgangsbedingungen zum Sieg zu führen. Dieser kann in allen fünf Spielen durch Dominanz auf der Strategiekarte erlangt werden.
Zusätzlich besteht die Möglichkeit, einzelne Schlachten separat im Taktik-Teil auszutragen. Dies können entweder nachspielbare, historische Schlachten oder vom Spieler selbst erstellte Szenarien sein. Die Mehrspieleroption ist auf den separaten Taktikpart beschränkt (Ausnahme: Erweiterung Medieval II: Kingdoms). Ab Napoleon: Total War (Teil sechs) ist es jedoch auch möglich, im Mehrspielermodus auf der Strategiekarte zu spielen.

### Strategie-Teil
Auf einer dreidimensionalen Übersichtskarte werden Provinzen verwaltet, Befehle an Truppen gegeben, sowie strategische Einheiten genutzt (unter anderem zum Betreiben von Diplomatie). Bei der Einheitenbewegung kommt ein Prinzip ähnlich Civilization zur Anwendung, bei dem die Karte in kleine Quadrate unterteilt ist und jede Armee je nach Zusammensetzung Bewegungspunkte zur Verfügung hat, die beispielsweise durch verschlechterte Bodenbedingungen oder schlechter Wetterlage verringert werden können.
Die Übersichtskarte orientiert sich am Szenario. Auf der Karte werden Land- und Seebereiche des Szenarios in Provinzen bzw. Gebiete unterteilt. In jeder dieser Provinzen befindet sich eine Stadt, deren Werte diese Provinz repräsentieren. Diese Provinzstädte werden vom Spieler verwaltet. In diesen lassen sich einerseits Gebäude und Anlagen bauen, um die Werte der Stadt zu verbessern, und andererseits Truppen und strategische Einheiten ausheben.
Mit strategischen Einheiten kann Diplomatie betrieben werden (Diplomaten), spioniert werden (Spione), gegnerische Persönlichkeiten (Generäle) und strategische Einheiten ausgeschaltet werden (Attentäter). Es stehen noch weitere Einheiten und Funktionen zur Verfügung, die sich jedoch in den einzelnen Teilen der Reihe unterscheiden.
Die Truppen können zur Kriegführung eingesetzt werden, indem sie auf der Strategiekarte bewegt werden. Sie lassen sich zu Armeen gruppieren, um dem Spieler die Organisation zu erleichtern. Sobald eine Armee mit einer feindlichen Armee zusammentrifft, lässt sich wählen, ob der Feind bekämpft, oder die eigenen Truppen zurückgezogen werden sollen. Der Kampf lässt sich entweder automatisch berechnen oder vom Spieler auf einer dreidimensionalen Karte austragen (siehe Taktik-Teil).

### Taktik-Teil
In einer dreidimensionalen Umgebung werden Schlachten zwischen zwei oder mehr Fraktionen ausgetragen. Jede Fraktion führt dabei Einheiten ins Feld, die jeweils aus 12 bis 240 Soldaten bestehen. Die Anzahl der Einheiten pro Armee ist auf 20 begrenzt, so dass eine Armee aus bis zu 4.800 Soldaten bestehen kann. Die Besonderheit der Total-War-Reihe besteht darin, dass jeder einzelne Soldat dargestellt und berechnet wird, so dass sich Schlachten ergeben können, in denen bis zu 38.400 Soldaten und einem General pro Armee inklusive des zu diesem Szenario passenden Kriegsgeräts (Pferde, Kriegselefanten, Ballisten, Katapulte usw.) teilnehmen.
Die Uniformen und Waffen der Soldaten entsprechen meist denen ihrer historischen Vorbilder, wobei der Realismus im Laufe der Serie steigt.
Diesen Einheiten können Befehle erteilt werden. Dies schließt Bewegungs- und Angriffsbefehle ebenso ein, wie Formations- und Verhaltensanweisungen. Letztere können sich dabei sowohl auf die direkte Kampfkraft, als auch auf die Moral der Einheiten auswirken, welche ein wichtiger Faktor dieser Taktikschlachten ist.
Der Gegner ist besiegt, wenn sich entweder keine gegnerischen Truppen mehr auf der Taktikkarte befinden oder wenn alle noch darauf befindlichen Truppen fliehen. Auch kann man eine Schlacht durch Ablaufen des Zeitkontingents gewinnen, welches zuvor in den Einstellungen gesetzt werden kann.

## Modding
Neben dem Hauptspiel sind von Fans viele Modifikationen entwickelt worden, die die künstliche Intelligenz der Gegner verbessern, neue Musiken und Gebäudearten oder auch gänzlich neue Fraktionen in das Spiel einfügen.
Zumeist werden Mods mittlerweile auf Basis der Erweiterung Kingdoms entwickelt, da Kingdoms einige erweiterte Funktionen bietet, wie z. B. brennendes Pech, indirekte Steuerung der Verstärkungen und Rollenspielelemente. Die kleinere Retrofit Mod kommt von Sega selbst und ermöglicht die neuen Funktionen von Kingdoms auch im Hauptspiel. Diese Retrofit Mod hat sich als standardmäßige Grundlage für die Entwicklung der meisten Mods etabliert.
Dabei wird in der Gemeinschaft unterschieden zwischen „Overhauling“ und „Total Conversion“. Bei der ersten Variante werden die Epoche und Spielweise des Originalspiels beibehalten, während bei letzter völlig andere Epochen, Schauplätze, Szenarien und Spielweisen entwickelt werden. Beispiele sind Broken Crescent für den Nahen Osten, For King or County für den Englischen Bürgerkrieg, Third Age und Warhammer mit Fantasy-Szenarien, Invasio Barbarorum 2 für die Zeit der Völkerwanderung.
Eine kleine Auswahl der bekanntesten Mods:
Broken Crescent basiert auf Kingdoms. Hierbei wurde das komplette Spielgeschehen in den Nahen Osten des Jahres 1174 verlegt mit Fraktionen wie dem Byzantinischen Reich bis hin zu den indischen Rajputen. Diese Mod wurde von der Gemeinschaft besonders für ihre atmosphärische Musikuntermalung in den Schlachten ausgezeichnet. Die Music.dat des Spiels, die auch über gängige Medienplayer abgespielt werden kann, enthält hier ca. 7,5 Stunden klassische und orientalische Musik aller Couleur.
Stainless Steel basierend auf Kingdoms, besitzt geografisch sowie von der Anzahl der Fraktionen (26) und Einheiten her die größte Europa-Kampagne im Total-War-Universum. Die Rundenzeiten fallen im Gegensatz zum etwas einfacheren Broken Crescent höher aus und erfordern eine höhere Single-Core-Rechenleistung.
Mit Third Age: Total War existiert mittlerweile auch eine größere Fantasy-Mod, die auf Kingdoms basiert. Hierbei wurde das gesamte Geschehen in die Region von Mittelerde verlagert. Grundlage ist die Geschichte aus Der Herr der Ringe. Ab der Version 2.1 lässt sich erstmals neben der Hauptkampagne auch die offizielle Trilogie in einer separat verfügbaren Gefährtenkampagne grob nachspielen. In der neuesten Version wurden die sogenannten Custom Settlements eingeführt; dies sind virtuelle Nachbauten der Städte und Festungen aus den Herr-der-Ringe-Filmen, wie zum Beispiel Minas Tirith. Eine deutsche Übersetzung ist verfügbar.

### Submods und Forks
Meist wird neben den Hauptmods auch eine Reihe von Submods entwickelt, die mit neuen Animationen, Fraktionen und Ereignissen erst später Eingang in die Hauptmods finden oder die sich auch als eigene Forks verselbstständigen, ähnlich wie z. B. auch die Forks unter Linux. Solche Forks sind zum Beispiel die größten Submods für Third Age: Total War, der MOS – Massiv Overhaul Submod mit 13 Fraktionen und vielen einstellbaren Story-Scripts am Start oder alternativ Divide and Conquer mit 30 Fraktionen jedoch eher fester Rahmenhandlung. Dabei stellt die Hauptmod Third Age: Total War das Grundgerüst für das Spiel, während die Originaldaten von Medieval 2: Total War im Wesentlichen nur noch aus lizenzrechtlichen Gründen verlangt werden. Bereits die Installationsgröße der Submods übersteigt auch die Größe des Originals um ein Vielfaches. Für Third Age: Total War mit Divide and Conquer werden so z. B. ca. 14,5 GByte fällig. Eine typische Installation besteht also aus dem Spiel Medieval 2: Total War, einer Hauptmod und noch einer Submod, sofern man auch das letzte Potenzial des Spiels nutzen will.
Im Mittelalter-Mod Stainless Steel fügen die populärsten Submods z. B eine hohe historische Authentizität dem Spiel bei. Dabei werden nicht nur alle Städte mit ihren historischen Namen versehen, sondern auch das ganze Rekrutierungssystem, die Loyalitäten und Abhängigkeiten von der Wirtschaft und persönlicher Führungsstärke stärker beachtet. Auch die richtige Heraldik und zahlreiche kulturelle Einflüsse, die bis dahin außer Acht gelassen wurden, finden so immer wieder ihren Weg ins Spiel. Die Entwicklung dafür entsteht durch die freiwillige Mitarbeit vieler Fans.

## Rezeption

### Kritiken
- PC PowerPlay 11/06:
  - „Das geniale Spielprinzip bleibt unangetastet, und stattdessen sorgen die Entwickler mit vielen Verbesserungen für ein noch gelungeneres Spielerlebnis.“
- GameStar 12/06:
  - „Meisterlicher Runden-Echtzeit-Mix.“
  - „Wer gerne intrigiert, taktiert und erobert, kommt am Mittelalter nicht vorbei.“
- PC Action 12/06:
  - „Atmosphärisch unübertroffene Massenschlachten mit tiefgehender Strategie.“
  - „Wenn in Zukunft noch abwechslungsreichere Aufträge hinzukommen, fegt diese Strategieserie mit Sicherheit die Konkurrenz vollends weg.“
- PC Games 12/06:
  - „Medieval 2 macht alles richtig, was man als Fan der Total-War-Serie erwartet!“
  - „Perfekter Runden-Strategie- und Taktik-Mix.“

### Bewertungen in Spielezeitschriften
- GameStar 12/06 91 %
- PC Action 12/06 88 %
- PC Games 12/06 88 %
- PC PowerPlay 11/06 90 %
- Games Aktuell 12/06 90 %

### Auszeichnungen von Spielezeitschriften
- GameStar Platin-Award
- GameStar Award (für Langzeitmotivation)
- PC Action Gold Award
- PC Games Silber Award
- PC Games Sound Award
- PC Games Grafik Referenz
- PC PowerPlay Award (für Spieltiefe)

## Medieval 2: Total War: Kingdoms (Add-on)
Kingdoms ist die Erweiterung von Medieval 2, die am 31. August 2007 erschien. Anders als bei bisherigen Erweiterungen wurde nicht eine Kampagne hinzugefügt, sondern vier Feldzüge:

### Amerika-Kampagne
Diese Kampagne beginnt im Jahr 1521 mit der Ankunft der Spanier unter Hernán Cortés auf dem amerikanischen Festland. Wenn man die Spanier spielt, erhält man Unterstützung und Versorgung aus dem Heimatland, wobei einem anfangs nicht alle Bauoptionen zur Verfügung stehen. Viele Bauwerke lassen die Rekrutierung anderer Einheiten als Spanien in der Hauptversion zu, da gewisse Einheiten, die im Hohen Mittelalter eingesetzt wurden (z. B. Ritter), im 16. Jahrhundert nicht mehr verwendet wurden. Sie stehen aber in den selbst erstellten Schlachten, unter der Option „Epoche: Alle“ zur Verfügung. Die Karte erstreckt sich von Zentralamerika bis zum südlichen Teil von Nordamerika. Der Spieler hat die Wahl entweder die spanischen Eroberer zu spielen, die auf der Suche nach Gold und Ruhm sind, oder die amerikanischen Ureinwohner, die ihr Heimatland verteidigen.
Die invadierenden Kolonialmächte (Neuspanien, Neufrankreich sowie die Englischen Kolonien) besitzen eine weitaus höher entwickelte Technologie wie beispielsweise Stahlwaffen und -Rüstungen, Musketen und auch Kanonen. Die Ureinwohner wiederum sind in der Lage, riesige Armeen aufzubieten, die meist größer sind als die der Europäer. Zudem sind sie äußerst schlagkräftig, ausdauernd und hochmotiviert. Sie verwenden primitive Waffen aus Holz, Stein und Obsidian. Hier ist das mittelamerikanische Obsidianschwert zu erwähnen, das von den Azteken Macuahuitl genannt wurde.
Spielbare Fraktionen:
- Neuspanien – gelb und rot
- Das Reich der Azteken – hellblau und gelb
- Maya – grün und weiß
- Stämme der Apachen – beige und rot
- Chichimeken[8] – schwarz und rot
- Tlaxcalteken[8] – orange und weiß
- Tarasken[8] – gelb und schwarz

Nicht spielbare Fraktionen:
- Neufrankreich – blau und weiß
- Englische Kolonien – rot und gelb

### Britannien-Kampagne
Dieses Spiel beginnt im Jahr 1258 und konzentriert sich auf die Kriege auf den Britischen Inseln mit den Aufständen der Adelsschicht wie auch den Auseinandersetzungen um die norwegischen Besitzungen. Die Engländer haben eine weit überlegene Technologie, wie auch professionelle Krieger. Sie müssen jedoch gegen die Iren, Waliser, Norweger und Schotten sowie die rebellischen Barone, die jeden unloyalen englischen General auf ihre Seite ziehen, kämpfen.
In diesem Spiel sind die Religionen durch Kulturen ersetzt. Jede Seite hat eine eigene Kultur. Sie bestimmen, welche Einheiten in der jeweiligen Stadt oder Burg rekrutiert werden können. So ist es z. B. möglich, als Engländer in einer Burg mit einem hohen Anteil an walisischer Kultur Saethwyr (walisische Langbogenschützen) zu rekrutieren. Dies funktioniert genauso bei allen anderen Fraktionen. Jedoch nimmt durch die Präsenz eigener Streitkräfte der Anteil anderer Kulturen ständig ab, während der Anteil der eigenen Kultur ständig zunimmt. So sind „fremde“ Einheiten nur für eine begrenzte Zeit verfügbar.
Spielbare Fraktionen:
- England – rot und gelb
- Irland – gelb und grün
- Schottland – dunkelblau und weiß
- Wales – grün und rot
- Norwegen – schwarz und dunkelrot

Nicht spielbare Fraktionen:
- Baronallianz (des Zweiten Kriegs der Barone 1264–1267) – bordeauxrot und weiß

### Kreuzzugskampagne
Diese Kampagne, die im Jahr 1174 beginnt, handelt von den Kreuzzügen und der Spieler kann zwischen den Kreuzfahrern und muslimischen Seiten wählen. Die Karte erstreckt sich von Konstantinopel bis nach Bagdad. Es gibt mehrere nichtspielbare Fraktionen aus dem Originalspiel, die an den Kreuzzügen teilnehmen, wann immer sie wollen. Die muslimischen Fraktionen haben einen großen Vorteil an Land und Versorgung, während die Kreuzfahrerstaaten Ritterorden haben, die sie unterstützen und durch die sie starke Einheiten rekrutieren können. Die neuen Machtzentren, beispielsweise Konstantinopel oder Jerusalem, verschaffen ihrem Besitzer militärische wie wirtschaftliche Vorteile, indem sie die Rekrutierung von einzigartigen, starken Einheiten ermöglichen. Jede spielbare Seite verfügt außerdem über einen Helden mit einer Spezialfähigkeit. Die Assassinen helfen den islamischen Fraktionen im Kampf gegen die Kreuzfahrerstaaten. Zudem schaffen historische Ereignisse, wie die Invasion der Mongolen oder die Ankunft Venedigs im 4. Kreuzzug, neue Bedrohungen.
Das Byzantinische Reich kann zudem mit einer ganz besonderen Waffe aufwarten: Griechisches Feuer, für Infanterie und Schiffe.
| Fraktion             | Farben                     | Religion   | Spielbarkeit     | Held              | Fähigkeit des Helden                                           |
| -------------------- | -------------------------- | ---------- | ---------------- | ----------------- | -------------------------------------------------------------- |
| Königreich Jerusalem | weiß und gold              | katholisch | spielbar         | Richard Löwenherz | Erhöht die Moral der Einheiten.                                |
| Fürstentum Antiochia | blau und rot               | katholisch | spielbar         | Philipp II.       | Stärkt Ausdauer und Angriffskraft der Einheiten.               |
| Ägypten              | gold und gelb              | muslimisch | spielbar         | Saladin           | Kann Einheiten von der Flucht abhalten.                        |
| Türken               | grün und gelb              | muslimisch | spielbar         | Nur ad-Din        | Steigert Angriffsgeschwindigkeit und Kampfmoral der Einheiten. |
| Byzantinisches Reich | violett und weiß           | orthodox   | spielbar         | Manuel Komnenos   | Gegnerische Einheiten bleiben stehen.                          |
| Mongolen             | dunkelgrün und sahnefarbig | muslimisch | erscheint später | –                 | –                                                              |
| Venedig              | dunkelrot und gelb         | katholisch | erscheint später | –                 | –                                                              |

### Teutonische Kampagne
Diese Kampagne beginnt im Jahr 1250 und konzentriert sich auf die Religionskriege in Osteuropa und die Expansion des Deutschen Ordens. Die Karte erstreckt sich in Nordosteuropa von Dänemark und Deutschland bis nach Russland.
In diesem Teil der Erweiterung spielt Religion eine starke Rolle, so kann z. B. Litauen, wenn es seinen heidnischen Glauben beibehält, eigene heidnische Spezialeinheiten rekrutieren. Zu ihnen gehören Axtkämpfer aus Samogitien (litauisch: Žemaitėjė), lettische Armbrustschützen, berittene Bogenschützen aus Dzūkija, Szlachta, sowie schlagkräftige, religiöse Fanatiker. Dazu zählen die Dievas-Garde, Anhänger des Perkunas und Auserwählten der Giltine (siehe Baltische Mythologie). Jedoch erhält Litauen im Laufe der Kampagne die einmalige Gelegenheit, den katholischen Glauben anzunehmen, um die Gunst des Papstes und die Freundschaft Polens zu erlangen, was einen gewissen Schutz vor dem Deutschen Orden bietet.
Eine weitere Neuerung bildet der Deutsche Orden. Dieser hat, im Gegensatz zu den anderen Fraktionen, keinen Stammbaum, sondern nur Ordens-Ränge. Falls Litauen sich entscheidet, heidnisch zu bleiben, kann es außerdem seine Siedlungen nur zu Burgen bzw. Städten und nicht in die höheren Kategorien aufrüsten.
Polen und das Heilige Römische Reich werden erst freigeschaltet, wenn man eine der anderen vier Fraktionen durchgespielt hat. Die Kalmarer Union kann der Spieler als Herrscher von Dänemark bei einem bestimmten Ereignis in der Kampagne gründen. Die folgenden Fraktionen sind spielbar:
- Deutscher Orden – weiß und schwarz
- Litauen – dunkelblau und rot
- Dänemark – rot und weiß
  - Kalmarer Union (per Ereignis) – gelb und rot
- Nowgorod – gelb und schwarz
- Polen – weiß und rot
- Heiliges Römisches Reich – schwarz und gelb

Nicht spielbare Fraktionen:
- Norwegen
- Mongolen

### Neuheiten
- vier neue Kampagnen
- 23 spielbare Fraktionen (13 neue, zehn schon existierende)
- über 150 neue Einheiten
- neue Arten von Missionen
- Technologiebäume
- sechs neue Multiplayer-Szenarien und 20 neue Schlachtkarten
- Hotseat-Modus
- neun neue Agententypen
- Verstärkungen lassen sich steuern
- neue Festungen (Burgen)
- kochendes Pech

### Bewertungen in Spielezeitschriften
- GameStar 83 %[9]